# Vitelotte noire

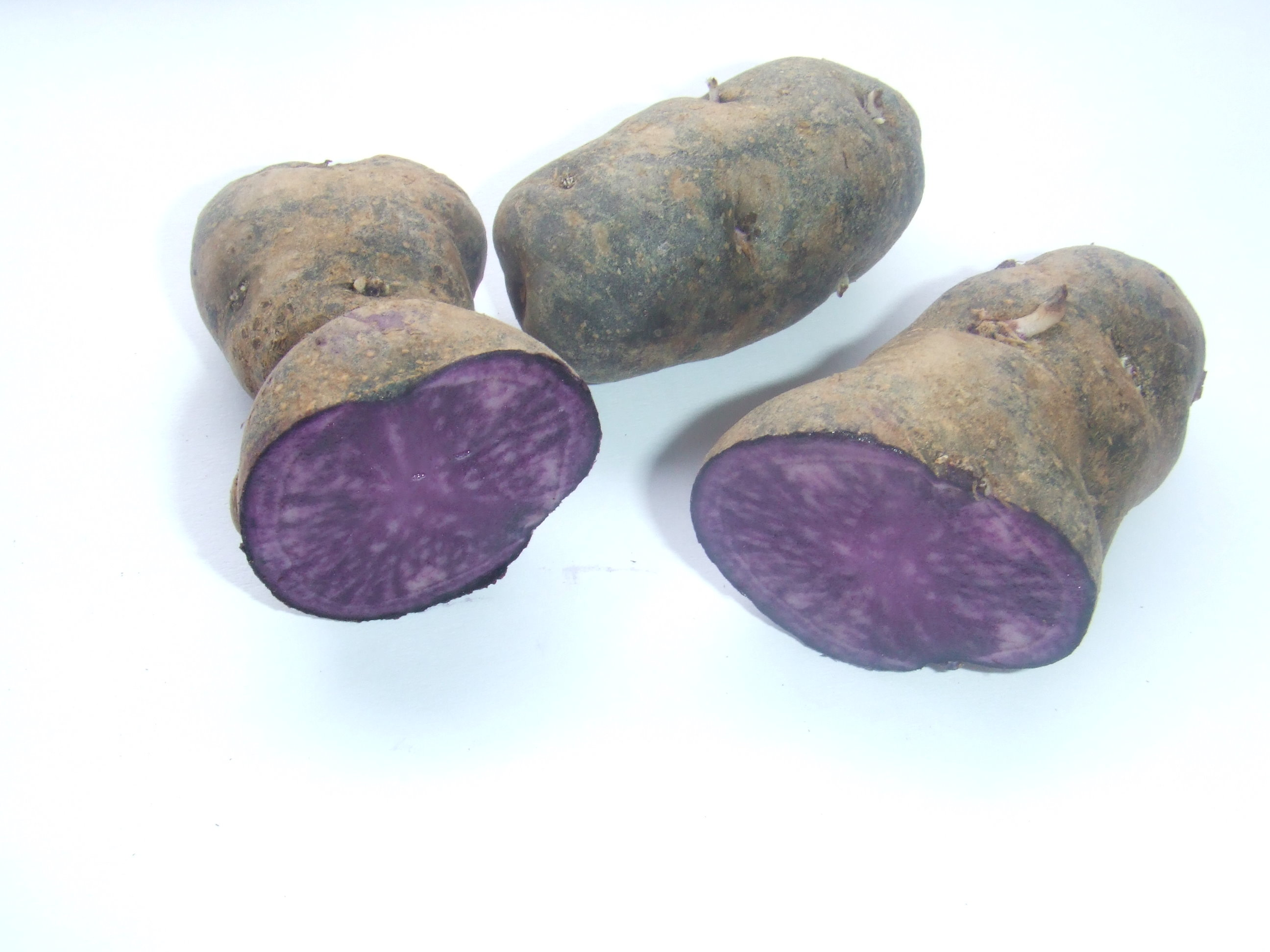
Vitelotte noire met doorsneden

Vitelotte noire, négresse, zwarte truffelaardappel of Truffe de Chine is een aardappelras van onbekende origine. Al in de negentiende eeuw stond deze aardappel in de catalogi vermeld. Deze aardappel raakte later in de vergetelheid omdat er nieuwere rassen werden ontwikkeld, die een hogere opbrengst per oppervlakte gaven. 
De planten groeien rechtop met stevige stengels en middelgrote, donkergroene, weinig ingesneden, gekrulde met een netpatroon bezette bladeren. De bladstelen en nerven zijn paars. De bloemen zijn wit.
De knollen van vitelotte noire zijn cilindervormig, tot 12 cm lang en 2-4 cm dik. Ze hebben opvallende ogen op het oppervlak. De schil is donkerpaars. De binnenkant is paars met violette aders en behoudt zijn kleur tijdens het koken. Het water waarin de aardappels worden gekookt, kleurt tijdens het koken groen.
Net als bijvoorbeeld de Opperdoezer Ronde heeft deze aardappel veel pitten en kan hij beter in de schil gekookt en daarna geschild worden.